# Tegenaria trinacriae
Tegenaria trinacriae là một loài nhện trong họ Agelenidae.
Loài này thuộc chi Tegenaria. Tegenaria trinacriae được Paolo Marcello Brignoli miêu tả năm 1971.